# Slovak International 2013
Die Slovak International 2013 im Badminton fanden vom 28. bis zum 31. August 2013 in Prešov, Športová hala PU Prešov, Športova 10, statt.

## Sieger und Platzierte
| Disziplin    | Gold                                    | Silber                              | Bronze                               |
| ------------ | --------------------------------------- | ----------------------------------- | ------------------------------------ |
| Herreneinzel | Vitaly Konov                            | Michał Rogalski                     | Jarolím Vícen                        |
| Herreneinzel | Vitaly Konov                            | Michał Rogalski                     | Alex Lane                            |
| Dameneinzel  | Panuga Riou                             | Kirsten van der Valk                | Sarah Milne                          |
| Dameneinzel  | Panuga Riou                             | Kirsten van der Valk                | Daniella Gonda                       |
| Herrendoppel | Nikita Khakimov Vasily Kuznetsov        | Oliver Schaller Tan Bin Shen        | Thomas Heiniger Florian Schmid       |
| Herrendoppel | Nikita Khakimov Vasily Kuznetsov        | Oliver Schaller Tan Bin Shen        | Anton Ivanov Sergey Shumilkin        |
| Damendoppel  | Anastasiya Dmytryshyn Darya Samarchants | Šárka Křížková Kateřina Tomalová    | Stephanie Van Wel Flore Vandenhoucke |
| Damendoppel  | Anastasiya Dmytryshyn Darya Samarchants | Šárka Křížková Kateřina Tomalová    | Cendrine Hantz Tiffany Zaugg         |
| Mixed        | Jakub Bitman Alžběta Bášová             | Mykola Dmitrishin Yelyzaveta Zharka | Vitaly Konov Darya Samarchants       |
| Mixed        | Jakub Bitman Alžběta Bášová             | Mykola Dmitrishin Yelyzaveta Zharka | Bohumil Kašela Angelika Vargová      |